# St Vincent Land So Beautiful
St Vincent Land So Beautiful este imnul național al Sfântul Vicențiu și Grenadinele.

## Istoria
Piesa a fost folosită prima dată oficial în 1967, și a fost adoptată ca imn național, în același timp cu independența și anume în 1979. Versurile au fost scrise de Phyllis Joyce McClean Punnett și muzica creată de Joel Bertram Miguel.

## Versuri
Strofa numărul I:
Saint Vincent, land so beautiful,
With joyful hearts we pledge to thee.
Our loyalty and love and vow to keep you ever free.
Refren:
Whate'er the future brings.
Our faith will see us through.
May peace reign from shore to shore,
And God bless and keep us true.
Strofa numărul II:
Hairoun, our fair and blessed isle
Your mountains high, so clear and green
Are home to me, though I may stray
A haven calm serene
Strofa numărul III:
Our little sister islands are,
Those gems, the lovely Grenadines.
Upon their seas and golden sands,
The sunshine ever beams.